# Herbert Hardesty
Herbert Hardesty (New Orleans, 3 maart 1925 - Las Vegas, 3 december 2016) was een Amerikaanse saxofonist en trompettist, voornamelijk bekend door zijn werk bij de band van Dave Bartholomew en zijn bijdragen aan de opnames van Fats Domino.

## Jeugd
Hardesty leerde vanaf zijn 6e jaar op school trompet met een instrument, dat Louis Armstrong aan zijn stiefvader had gegeven. Hij liep op Claiborne Avenue met zijn trompet mee in de marching bands, voor zover zijn moeder hem niet terughaalde.

## Vroege carrière
In 1941 nam Hardesty als technicus dienst in het leger bij de Tuskegee Airmen. Zijn commandant vroeg hem saxofoon te gaan spelen en kocht een altsax voor hem. Hij verbleef 4½ jaar in het leger, voordat hij terugkeerde naar New Orleans.
Hij speelde in een aantal big bands en begon zijn eigen groep The Four Dukes, waarin hij trompet en tenorsax speelde. In die periode ontmoette hij Dave Bartholomew, die zijn eigen groep had. In 1949 vroeg Bartholomew Hardesty's medewerking in de huisband van de J&M studio van Cosimo Matassa voor een aantal sessies met Fats Domino. Op 10 december 1949 werd o.a. de millionseller "The Fat Man" werd opgenomen. Latere opnames van Fats Domino waar Hardesty op tenorsax te horen is, zijn "I'm Walkin'", "Ain't That a Shame" en "Let the Four Winds Blow". Op baritonsax is hij te horen op  "Blue Monday". Vrijwel alle saxofoonsolo's op de platen van Fats Domino uit de periode 1955 tot 1962 zijn van Hardesty of van Lee Allen. In 1963 stapte Domino over naar ABC Records en kreeg hij een andere producer en een andere studioband. Wel bleef Hardesty met Domino touren.
Een andere beroemde rock-'n-roll-klassieker waar Hardesty op te horen is "Lawdy Miss Clawdy" van Lloyd Price.

## Latere carrière en solo-opnames
In 1958 nam Hardesty in de Cosimo studio voor het sublabel Wing Records van Mercury Records 12 nummers voor een eigen album op. Het project werd afgebroken en het album werd niet uitgebracht. Pas in 2012 bracht het Britse Ace Records een cd uit met de opnames van Hardesty voor dit Wing label, gecombineerd met zijn latere opnames uit 1961, die uitgebracht waren op het label Federal Recordings.
Totdat Hardesty in 1971 naar Las Vegas verhuisde, bleef hij touren met Domino. In 1973 speelde Hardesty trompet bij het Duke Ellington Orchestra in het Hilton Hotel in Las Vegas en was hij zes maanden lid van het Count Basie Orchestra, waar hij tenorsaxofoon speelde. Hij werd lid van de huisband van het Hilton Hotel en ondersteunde zangers als Tony Bennett, Ella Fitzgerald en Frank Sinatra.
In 1978 nodigde drummer Earl Palmer Hardesty uit om mee te werken aan het album Blue Valentine van Tom Waits. Hij maakte deel uit van het kwartet van Waits in 1978 en 1979 en toerde door de Verenigde Staten, Europa en Australië. Hij speelde meer trompet dan tenorsax.
Van ongeveer 1980 tot 2005 sloot Hardesty zich weer aan bij Fats Domino en is te horen op talloze live-opnames die in deze jaren zijn uitgebracht. Hij speelde tenorsaxofoon op het album Goin 'Back to New Orleans uit 1992 van Dr. John. Hij nam twee albums op met pianist Mitch Woods, Big Easy Boogie, uitgebracht in 2006 en Gumbo Blues, uitgebracht in 2010.
Hij leidde zijn eigen groep, Herb Hardesty & The Dukes, in april 2013, in de Bluestent op het New Orleans Jazz & Heritage Festival. Hardesty bleef optreden in Las Vegas. Hij stierf daar op 3 december 2016, op 91-jarige leeftijd, aan kanker.